# زارمشتورف
زارمشتورف (به آلمانی: Sarmstorf) یک شهر در آلمان است که در روشتوک واقع شده‌است. زارمشتورف ۵۲۷ نفر جمعیت دارد.